# Ella (keresztnév)
Az Ella női név, mely az -ella végű magyar nevek (például Gabriella, Petronella) önállósult beceneve, illetve több név önálló német rövidülése (Eleonóra, Elizabet, Elfrida, Erla, Heléna stb.) Az angol nyelvben a germán Alia névből származó, önálló névként tartják számon, ennek jelentése: minden(ség).

## Képzett és rokon nevek
- Elli:[1] az Ella név alakváltozata, beceneve.[2]

Az -ella végű nevek, valamint Eleonóra, Erzsébet és származékai, Elfrida, Heléna

## Gyakorisága
Az 1990-es években az Ella igen ritka, az Elli szórványos név volt, a 2000-es években nem szerepelnek a 100 leggyakoribb női név között.

## Névnapok
Ella, Elli
- február 10.[2]
- február 13.[2]
- március 24.[2]
- szeptember 2.[2]

## Híres Ellák, Ellik
- Gombaszögi Ella, magyar színésznő
- Ella Fitzgerald, amerikai jazz-énekesnő
- Démusz Ella, Németh László felesége